# MAD Video Music Awards 2013
Los MAD Vídeo Music Awards 2013 fueron la 10º entrega de premios MAD, presentados por Themis Georgantas y María Sinatsaki. Tuvieron lugar el 25 de junio de 2013. Los premios fueron transmitidos desde el Tae Kwon Do Stadium en Atenas, en honor a los mejores vídeos musicales y artistas del pasado año. El principal fue "We Are Young", realizado por la cantante greco-australiana Vassy . Las nominaciones fueron anunciadas el 23 de mayo de 2013, por el presentador, Themis Georgantas. Vegas recibió cinco nominaciones, mientras que Elena Paparizou, Sakis Rouvas, Michalis Hatzigiannis, Melisses y Demy recibieron cuatro. La canción "All the Time" recibió tres nominaciones, más que cualquier otra canción.
Como todos los años hubo treinta y tres categorías, como novedad, se introdujo la categoría TOP 50, donde los fanes podían votar sus cinco favoritos de los 50.
Debido al 10º aniversario de la entrega de premios MAD, el logotipo fue seleccionado mediante The Missing Logo, un concurso donde los fanes podían crear sus propios logos. El logotipo ganador fue revelado el 1 de mayo de 2013. También hubo otro concurso con las cincuenta mejores actuaciones de los últimos premios y la gente podía votar por sus favoritos.

## Espectáculos
Como cada año, se llevó a cabo una fiesta de inicio con motivo del inicio de los Premios. La fiesta se celebró el 23 de mayo de 2013 en el Balux Privé en Atenas, el mismo día en el que se abrió la votación. Eleni Foureira, Ivi Adamou, Vegas, Kostas Martakis fueron algunos de los artistas que asistieron a la fiesta. El 14 de junio se llevó a cabo un concierto en vivo de 10 horas para celebrar el décimo aniversario de los premios MAD, los artistas Ivi Adamou, Melisses, Demy, Shaya y Stavento fueron los que realizaron el concierto.
Unas horas antes de la ceremonia se llevó a cabo un MAD PreShow con Melisses, Melina Zisi, Snik, OGE, The Fade y Stelios Legakis donde realizaron     versiones de las mejores actuaciones a través de los diez años de los premios. Las canciones fueron escogidas por los fanes en abril.

## Premios
Las nominaciones fueron anunciadas el 23 de mayo de 2013.

### Vídeo del Año
Sakis Rouvas – "Tora"
- Demy – "Poses Hiliades Kalokairia"
- Claydee - "Mamacita Buena"
- Playmen y Elena Paparizou, Courtney and RiskyKidd – "All the Time"
- Vegas - "Pío Psila"

### Mejor Video Laiko
Antonis Remos – "Ta Savvata"
- Peggy Zina – "Sou hrostao akoma ena klama"
- Panos Kiamos – "Nikises pali"
- Giorgos Mazonakis – "Ego agapao anarhika"
- Paola – "Na m'afiseis isihi thelo"

### Mejor Vídeo Pop
Demy – "Poses Hiliades Kalokairia"
- Melisses & Duomo – "Se Thimamai"
- Kostas Martakis – "S'eho anagki s'agapo"
- Sakis Rouvas – "Tora"
- Eleni Foureira – "Pio Erotas Pethaineis"

### Mejor Vídeo Dance
Playmen y Elena Paparizou, Courtney y RiskyKidd – "All the Time"
- Claydee – "Mamacita Buena"
- Etostone feat. Carlos Galavis – "For Eternity"
- Phatjak Feat. Perry Mystique – "Yayo"
- Pink Noisy feat. Radio Killer – "Mestral"

### Mejor Video Pop-Rock
Giorgos Sabanis – "Ora Miden"
- Melisses – "More Than That"
- Onirama – "Den Iparheis"
- Kokkina Halia – "Esi & Ego"
- Mironas Startis – "An me theleis"

### Mejor Vídeo Urban
Stan – "Kalokairini Drosia"
- Rec – "Moirazo Filia"
- Stavento – "Astrapsa kai Vrontiksa"
- Vegas – "Pio Psila"
- Michalis Hatzigiannis y Midenistis – "Se Ena Toiho"

### Icono de la Moda en Vídeo
Eleni Foureira – "Pio Erotas Pethaineis"
- Shaya – "Love Me"
- Tamta – "Konta Sou"
- Vegas – "Osa Eiha"
- Despina Vandi – "Katalavaino"

### Mejor Colaboración
Playmen y Elena Paparizou, Courtney y RiskyKidd – "All the Time"
- Goin' Through y Melisses – "Opos Ego"
- OGE feat. Christina Salti – "Sto Dromo Mou"
- Ivi Adamou y tU – "Madness"
- Michalis Hatzigiannis y Midenistis – "Se Ena Toiho"

### Mejor Grupo
Melisses
- Playmen
- Stavento
- Vegas

### Mejor Artista Femenenina
Elena Paparizou
- Anna Vissi
- Demy
- Despina Vandi
- Eleni Foureira

### Mejor Artista Masculino
Sakis Rouvas
- Giorgos Mazonakis
- Kostas Martakis
- Michalis Hatzigiannis
- Stan

### Mejor Artista Revelación
Pantelis Pantelidis
- Freaky Fortune
- Pink Noisy
- Fani Avramidou
- Thomai Apergi

### Artista del Año
Antonis Remos
- Demy
- Michalis Hatzigiannis
- Sakis Rouvas
- Vegas

### Top 50
Konstantinos Argiros – "Pote Ksana"
- Playmen y Elena Paparizou – "All the Time"
- Natasa Theodoridou – "Apenanti"
- Nino – "Apose den pame spiti"
- Rec – "Ase me na s'agapo"
- Melina Aslanidou – "Den eho diefthinsi"
- Pantelis Pantelidis – "Den tairiazetai sou leo"
- Onirama y Ivi Adamou – "Den Iparhis"
- Stelios Rokkos – "Eimai dikos sou"
- Nikos Oikonomopoulos – "Ennoeitai"
- Paola – "Ftais"
- Panos Kiamos – "Fotia me fotia"
- Giorgos Papadopoulos – "Esi den ksereis"
- Giorgos Sabanis – "Gia afto s'agapo"
- Natasa Theodoridou – "Gia kanenan"
- Demy – "I Zoi (To Pio Omorfo Tragoudi)"
- Nino – "Koinos Paronomastis"
- Panos Kiamos – "Krystalla"
- Bang La Decks – "Kuedon"
- Ivi Adamou – "La La Love"
- Giorgos Mazonakis – "Leipei pali o theos"
- Claydee y Kostas Martakis – "Mamacita Buena"
- Radio Killer y Pink Noisy – "Mestral"
- Rec – "Moirazo Filia"
- Giorgos Sabanis – "Mono an thes emena"
- Demy y OGE – "Mono Mprosta"
- Paola – "Na m'afiseis isihi thelo"
- Christos Holidis – "Na me thimase"
- Panos Kiamos – "Nikises pali"
- Vegas – "Osa Eiha"
- Vegas – "Pio Psila"
- Michalis Hatzigiannis – "Plai Plai"
- Demy – "Poses Hiliades Kalokairia"
- Nikos Oikonomopoulos – "Psakse me"
- Michalis Hatzigiannis y Midenistis – "Se Ena Toiho"
- OtherView – "See You Again"
- Peggy Zina – "Sou hrostao akoma ena klama"
- Giannis Ploutarhos – "So antitheto revma"
- Antonis Remos – "Ta Savvata"
- Antonis Remos – "Ta hiliometra ola"
- Giorgos Giannias – "Tha Mou Perasei"
- Nikos Vertis – "Thimose apopse i kardia"
- Eleni Foureira y Midenistis – "To party den stamata"
- Panos Kiamos – "To aima mou piso"
- Despina Vandi – "To asteri mou"
- Despina Vandi – "To nisi"
- Michalis Hatzigiannis – "Treis zoes"
- Anna Vissi – "Tiraniemai"
- Sakis Rouvas – "Tora"
- Phatjak – "Yayo"

## Actuaciones
34 artistas fueron confirmados para actuar en la gala.
- Alex Leon
- Anise K
- Antonis Remos
- Arash
- Christina Salti
- Claydee
- Courtney
- Demy
- DJ Kas
- Elena Paparizou
- Eleni Foureira
- Epsilon
- Hadley
- HouseTwins
- Ivi Adamou
- Kostas Martakis
- Manos Pirovolakis
- Melisses
- Midenistis
- Mironas Stratis
- Nikiforos
- Onirama
- Ola
- Pantelis Pantelidis
- Playmen
- Rec
- Sakis Rouvas
- Shaya
- Stan
- Stavento
- Stelios Rokkos
- Tamta
- Vassy
- Vegas

- Datos: Q15904696